# ادیگان
آدیگان روستایی است در دهستان کاهشنگ از توابع بخش مرکزی شهرستان بیرجند، واقع در استان خراسان جنوبی که بر اساس سرشماری عمومی نفوس و مسکن در سال ۱۳۹۵ مرکز آمار ایران جمعیت آن زیر ۳ خانوار و محرمانه قید شده و به درستی اعلام نشده است ، ولی منابع محلی جمعیت آن را ۳۶ نفر اعلام کرده اند. این روستا در سال ۱۴۰۰، ۵۰ نفر جمعیت داشته است.